# Pithecia inusta
Pithecia inusta (лат.) — вид приматов из семейства саковых.

## Систематика
Pithecia inusta был описан в 1823 году немецким натуралистом Иоганном Баптистом фон Спикс после его экспедиции в Бразилию, но в 1913 году американский зоолог Даниэль Эллиот признал этот вид синонимом саки-монаха (Pithecia monachus). Только в 2014 году по совокупности морфологических отличий Pithecia inusta снова был признан отдельным видом.

## Описание
В центре лба над глазами пятно светлой шерсти, которое ярче выражено у самок. Шерсть самцов на верхней части тела чёрная с серебристым отливом, вокруг шеи шерсть коричневая, образует «воротник». Ступни и кисти белые, взрослые животные имеют пятно в виде буквы «V» на ступнях. Морда покрыта короткой светлой шерстью, вокруг носа и рта волос нет, кожа чёрная. Шерсть самок имеет более выраженный серебристый отлив и светлый «воротник».

## Распространение
Эндемик Перу, где встречается в основном в бассейне реки Укаяли. На севери ареал доходит до реки Тапиче.